# تحطم مروحية ورزقان 2024
تحطّم مروحية ورزقان أو تحطّم مروحية الرئيس الإيراني حادثة تحطّم وقعت في 19 مايو 2024 بمنطقة ورزقان، إيران، حين تحطّمت طائرة مروحية من طراز بيل 212 بينما كانت في طريقها إلى تبريز. وكانت المروحية تُقل الرئيس الإيراني إبراهيم رئيسي، ووزير الخارجية حسين أمير عبد اللهيان، ومحافظ محافظة أذربيجان الشرقية مالك رحمتي، وممثل المرشد الأعلى في أذربيجان الشرقية وإمام صلاة الجمعة في تبريز محمد علي آل هاشم، كذلك عدد من المرافقين.
وقع الحادث بينما كان رئيسي مسافرًا في محافظة أذربيجان الشرقية في إيران، بالقرب من مدينة جلفا على الحدود مع أذربيجان. وأفاد التلفزيون الإيراني يومها أن عمليات الإنقاذ تواجه صعوبات بسبب تضاريس الغابات الكثيفة فضلاً عن ظروف جوية سيئة تمثلت بالضباب والرياح الشديدة مصحوبًة بأمطار غزيرة. وقد استُخدمت طائرات بدون طيار وفرق بحث وإنقاذ وكلاب مدربة خصيصًا للمساعدة في البحث عن المروحية. وصرّح مسؤول إيراني لرويترز أن حياة رئيسي وأمير عبد اللهيان معرضة للخطر.
وبعد ساعات طويلة من محاولات البحث والإنقاذ وسط الأحوال الجوية السيئة، أعلن المساعد التنفيذي للرئاسة الإيرانية في الساعة 7:00 من صباح يوم 20 مايو بتوقيت مكة المكرمة، وفاة الرئيس ومرافقيه.

## خلفية
كان رئيسي في وقت سابق من يوم 19 مايو، في أذربيجان لافتتاح سد قيز قلاسي، إلى جانب الرئيس إلهام علييف. ويمثل هذا السد المشروع التعاوني الثالث بين إيران وأذربيجان على نهر آراس.
كانت هيئة الأرصاد الجوية الإيرانية قد أصدرت -في اليوم السابق للحادثة- تحذيرًا بُرتقاليًا عن حالة الجو في المنطقة التي وقع فيها الحادث.

### الطائرة
كانت المروحية من طراز بيل 212 أميركية الصُنع، برقم تسلسلي 35071 ورقم تسجيل طائرة 6-9221، ويقدر عمرها بـ 40-50 عامًا. ويًرجح أنها بيعت لإيران قبل ثورة 1979.

## الحادثة

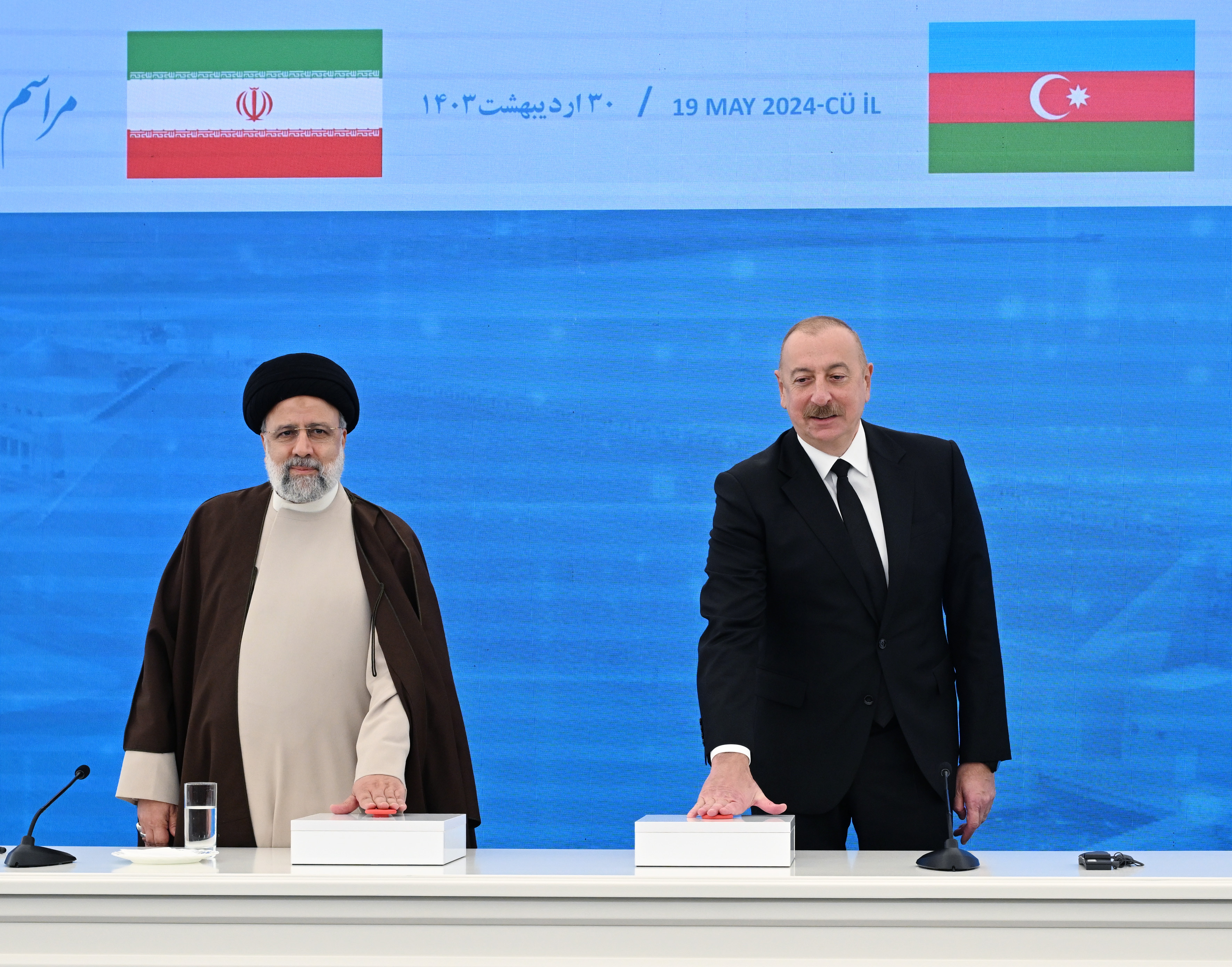
الرئيسان الإيراني (يسار) والأذربيجاني (يمين) أثناء افتتاح سد قيز قلاسي، قبل ساعات من الحادثة، 19 مايو 2024.

في 19 مايو 2024، غادرت مروحية تُقل رئيسي ووزير الخارجية حسين أمير عبد اللهيان وحاكم أذربيجان الشرقية مالك رحمتي وممثل المرشد الأعلى في أذربيجان الشرقية محمد علي آل هاشم مع طائرتين مروحيتين أخريين في قافلة إلى تبريز. في حوالي الساعة 13:30 بتوقيت إيران، سقطت المروحية التي كانت تقل رئيسي بعد وقت قصير من إرسال بعض ركابها رسالة طوارئ. وقد وصل وزير الطاقة علي أكبر مهرابيان ووزير الإسكان والنقل مهرداد بازرباش، اللذين كانا يستقلان المروحيتين الأخريين، بسلام بعد ذلك.
وذكرت تقارير متضاربة أن المروحية سقطت إما بالقرب من جلفا أو شرق قرية عوزي. ولم يُكشف عن الموقع الدقيق للمروحية وحالتها. وبحسب وكالة أنباء الجمهورية الإسلامية الإيرانية، وبناء على روايات السكان، فقد سقطت المروحية في منطقة غابة ديزمار، الواقعة بين عوزي وبير داود. أفاد سكان منطقة فرزكان الشمالية بمحافظة أذربيجان الشرقية أنهم سمعوا أصواتاً تنبعث من المنطقة المجاورة.

## جهود البحث
أمر اللواء محمد باقري، رئيس أركان القوات المسلحة للجمهورية الإسلامية الإيرانية، جميع فروعها بنشر مواردها الكاملة في عمليات الإنقاذ. أثر الضباب الكثيف على عمليات البحث والإنقاذ في ورزقان. ذكرت الغارديان أنه من المتوقع أن تصل فرق البحث والإنقاذ إلى موقع الحادث بحلول الساعة 20:00. وبحلول الساعة 20:39 كانت القوات الإيرانية قريبة من موقع الحادث. حيث أُرسل أربعون فريقًا للإنقاذ من الهلال الأحمر الإيراني، مع طائرات بدون طيار، إلى منطقة الحادث؛ وكان هناك قلق كبير من أن وجود الحيوانات البرية في المنطقة قد يعرض رئيسي للخطر في حالة إصابته. وذكرت الغارديان أنه قد جرت اتصالات بين المسؤولين وأحد الركاب وأحد أفراد الطاقم.
وبحلول الساعة 21:46، ذكرت وسائل الإعلام الإيرانية أنه جرى تحديد موقع المروحية. إلا أن الهلال الأحمر نفى هذه التقارير.
وألغت الحكومة الإيرانية اجتماعا لمجلس الوزراء. وسافر كبار المسؤولين وأعضاء المجلس الأعلى للأمن القومي إلى تبريز.
طلبت إيران مروحية بحث وإنقاذ ذات رؤية ليلية من تركيا، حسبما قال رئيس وكالة إدارة الكوارث التركية.
وأكد مسؤول إيراني في وقت لاحق لرويترز أن فرق الإنقاذ تكافح للوصول إلى موقع الحادث، بالرغم من سوء الأحوال الجوية ووعورة المنطقة.
وفي الساعات الأولى من يوم 20 مايو ذكرت وكالة الأناضول أن المُسيرة التركية أقنجي رصدت مصدرًا للحرارة يُعتقد أنه موقع سقوط المروحية التي كانت تقل الرئيس الإيراني وسلمت الإحداثيات للسلطات الإيرانية. كانت طائرة "أقنجي" التركية التي بدأت البحث بناءً على طلب طهران للمساعدة في البحث عن مروحية رئيسي قد أرسلت صورًا من الجو لمنطقة تبريز شمال غربي إيران حيث يحتمل هبوط الطائرة المروحية. وتُظهر الصور ضبابًا كثيفًا يُغطي المنطقة وبُقعة حرارية واضحة.
وفي الساعة 7:00 صباحًا بتوقيت مكة المكرمة ليوم 20 مايو، أعلنت وسائل الإعلام الإيرانية وفاة الرئيس إبراهيم رئيسي ومرافقيه.

## قائمة الضحايا
في البداية أُعلن أن جميع ركاب الطائرة البالغ عددهم 9 أشخاص قد لقوا حتفهم، لكن لاحقًا اُعلن عن أسماء 8 من الضحايا، وهم:
- إبراهيم رئيسي: رئيس إيران.
- حسين أمير عبد اللهيان: وزير الخارجية.
- محمد علي آل هاشم: ممثل ولي الفقيه في محافظة أذربيجان الشرقية وإمام صلاة الجمعة بتبريز.
- مالك رحمتي: محافظ أذربيجان الشرقية.
- العميد «سيد مهدي موسوي»: قائد وحدة حماية رئيس الجمهورية.

الطاقم
- الطيار: العقيد سيد طاهر مصطفوي.
- مساعد طيار: العقيد محسن دريانوش.
- مهندس طيران: الرائد بهروز قديمي.

## ردود الفعل

### محليًا
عقب الإعلان عن فقد الاتصال بالطائرة الرئاسية، قال المرشد الأعلى علي خامنئي، عندما طلب من الأمة الدعاء، إنه " على الشعب الإيراني ألا يقلق، فلن يكون هناك تعطيل في عمل البلاد". وأقيمت الدعوات سيما في العتبة الرضوية لنجاة رئيسي. بث التلفزيون الحكومي دعاءً وتلاوة القرآن من أجل رئيسي، وشجعت وكالة أنباء فارس المشاهدين على الدعاء من أجل سلامة رئيسي.

### دوليًا
الولايات المتحدة: ذكرت وزارة الخارجية الأمريكية أنها على علم بالحادث. وجرى إطلاع الرئيس الأمريكي جو بايدن، وفق ما أعلنه البيت الأبيض.
 الاتحاد الأوروبي: أعلن يانيز لينارسيتش، المفوض الأوروبي لإدارة الأزمات، أن الاتحاد الأوروبي فَعَّلَ خدمة كوبرنيكوس لإدارة الطوارئ، وهي خدمة رسم خرائط الأقمار الصناعية للاستجابة السريعة بناء على طلب إيراني. وعرضت ثلاث دول مجاورة لإيران، وهي العراق وأذربيجان وأرمينيا، المساعدة في البحث.
أعرب العديد من رؤساء الدول عن تمنياتهم بالسلامة وعرض بعضهم الدعم، وكان من بينهم رئيس الوزراء الباكستاني شهباز شريف، والرئيس التركي رجب طيب أردوغان، ورئيس الوزراء العراقي محمد شياع السوداني، والمتحدث باسم وزارة الخارجية الأفغانية عبد القهار بلخي.
ورئيس الوزراء الهندي ناريندرا مودي. وأعربت كلا من العراق وقطر والسعودية وروسيا عن قلقهم إزاء الحادث وعن استعدادهم لتقديم الدعم في البحث والإنقاذ، كما قالت حركة حماس إنها تتابع بقلق بالغ أخبار هبوط مروحية الرئيس الإيراني ووزير الخارجية اضطراريا.
كما ورد في بيان لوزارة الخارجية السورية تضامن سورية مع إيران وتمنياتها بالسلامة للرئيس الإيراني والمسؤوليين الذين كانوا معه، كما أعربت عن استعداد سورية لتقديم أي مساعدة ممكنة.

## ما بعد إعلان الوفاة

### محليًا
بعد إعلان وفاة الرئيس ومرافقيه عقد مجلس الحكومة اجتماعًا استثنائيًا برئاسة محمد مخبر النائب الأول للرئيس، "وأكدت الحكومة الإيرانية أن مسار رئيسي سيستمر، وشددت على أنه لن يكون هناك أدنى خلل في إدارة البلاد". ووفقًا للدستور الإيراني فإن النائب الأول لرئيس الجمهورية يتولّى أداء وظائف رئيس الجمهورية، ويتمتع بصلاحياته بموافقة المرشد الأعلى للجمهورية. ويتولى مجلس يتألف من النائب الأول لرئيس الجمهورية ورئيس البرلمان ورئيس السلطة القضائية ترتيب انتخاب رئيس جديد خلال مدة أقصاها 50 يوما.
وأعلن المرشد الأعلى للثورة علي خامنئي الحداد الوطني لمدة 5 أيام. وعين مجلس الوزراء علي باقري نائب وزير الخارجية، قائما بأعمال وزارة الخارجية.

### دوليًا
قدمت العديد من الدول وعلى رأسها قطر وسوريا ولبنان وتركيا ومصر والعراق وتونس وباكستان وأذربيجان والهند وروسيا تعازيها في وفاة الرئيس ومرافقيه، كذلك فقد نعته حركة حماس وحزب الله اللبناني وجماعة أنصار الله اليمنية. وأعلنت لبنان الحداد الوطني لمدة 3 أيام، كما أعلنت باكستان الحداد لمدة يوم وتنكيس الأعلام.

## الأسباب
خلص التحقيق الإيراني النهائي في حادث تحطم المروحية الذي نشر في 1 سبتمبر 2024، إلى أن سببه كان "الظروف المناخية والجوية المعقدة في المنطقة في الربيع". وأضاف تقرير الهيئة الخاصة التي حققت في الحادث أن "الظهور المفاجئ لكتلة كثيفة من الضباب الكثيف المتصاعد" تسبب في اصطدام المروحية بالجبل.